# 6 Horas de Shanghái 2018
Las 6 Horas de Shanghái de 2018 fueron una carrera de resistencia, disputada en Circuito Internacional de Shanghái, Shanghái (China). Se disputó el 18 de noviembre de 2018, formando parte de la temporada 2018-19 del Campeonato Mundial de Resistencia de la FIA, siendo la quinta ronda y la última disputada en el año 2018.

## Clasificación
Las pole positions de cada clase están marcadas en negrita.
| Pos. | Categoría | N.° | Escudería                 | Tiempo   | Dif.    | Parrilla |
| ---- | --------- | --- | ------------------------- | -------- | ------- | -------- |
| 1    | LMP1      | 7   | Toyota Gazoo Racing       | 1:42.931 | -       | 1        |
| 2    | LMP1      | 8   | Toyota Gazoo Racing       | 1:43.159 | +0.228  | 2        |
| 3    | LMP1      | 1   | Rebellion Racing          | 1:43.218 | +0.287  | 3        |
| 4    | LMP1      | 17  | SMP Racing                | 1:43.870 | +0.939  | 4        |
| 5    | LMP1      | 3   | Rebellion Racing          | 1:44.179 | +1.248  | 5        |
| 6    | LMP1      | 10  | DragonSpeed               | 1:44.612 | +1.681  | 6        |
| 7    | LMP1      | 11  | SMP Racing                | 1:44.789 | +1.858  | 7        |
| 8    | LMP1      | 4   | ByKolles Racing Team      | 1:46.353 | +3.422  | 8        |
| 9    | LMP2      | 38  | Jackie Chan DC Racing     | 1:48.888 | +5.957  | 9        |
| 10   | LMP2      | 37  | Jackie Chan DC Racing     | 1:49.138 | +6.207  | 10       |
| 11   | LMP2      | 31  | DragonSpeed               | 1:49.857 | +6.926  | 11       |
| 12   | LMP2      | 36  | Signatech Alpine Matmut   | 1:50.206 | +7.275  | 12       |
| 13   | LMP2      | 28  | TDS Racing                | 1:51.006 | +8.075  | 13       |
| 14   | LMP2      | 29  | Racing Team Nederland     | 1:51.657 | +8.726  | 14       |
| 15   | LMP2      | 50  | Larbre Compétition        | 1:51.925 | +8.994  | 15       |
| 16   | LMGTE Pro | 66  | Ford Chip Ganassi Team UK | 1:58.627 | +15.696 | 16       |
| 17   | LMGTE Pro | 81  | BMW Team MTEK             | 1:58.874 | +15.943 | 17       |
| 18   | LMGTE Pro | 97  | Aston Martin Racing       | 1:59.000 | +16.069 | 18       |
| 19   | LMGTE Pro | 92  | Porsche GT Team           | 1:59.031 | +16.100 | 19       |
| 20   | LMGTE Pro | 82  | BMW Team MTEK             | 1:59.055 | +16.124 | 20       |
| 21   | LMGTE Pro | 95  | Aston Martin Racing       | 1:59.157 | +16.226 | 21       |
| 22   | LMGTE Pro | 67  | Ford Chip Ganassi Team UK | 1:59.278 | +16.347 | 22       |
| 23   | LMGTE Pro | 91  | Porsche GT Team           | 1:59.286 | +16.355 | 23       |
| 24   | LMGTE Pro | 51  | AF Corse                  | 1:59.454 | +16.523 | 24       |
| 25   | LMGTE Pro | 71  | AF Corse                  | 1:59.689 | +16.758 | 25       |
| 26   | LMGTE Pro | 64  | Corvette Racing           | 2:00.228 | +17.297 | 26       |
| 27   | LMGTE Am  | 98  | Aston Martin Racing       | 2:01.884 | +18.953 | 27       |
| 28   | LMGTE Am  | 77  | Dempsey-Proton Racing     | 2:01.951 | +19.020 | 28       |
| 29   | LMGTE Am  | 54  | Spirit of Race            | 2:02.090 | +19.159 | 29       |
| 30   | LMGTE Am  | 88  | Dempsey-Proton Racing     | 2:02.115 | +19.184 | 30       |
| 31   | LMGTE Am  | 90  | TF Sport                  | 2:02.211 | +19.280 | 31       |
| 32   | LMGTE Am  | 61  | Clearwater Racing         | 2:02.400 | +19.469 | 32       |
| 33   | LMGTE Am  | 56  | Team Project 1            | 2:02.429 | +19.498 | 33       |
| 34   | LMGTE Am  | 86  | Gulf Racing               | 2:04.241 | +21.310 | 34       |
| 35   | LMGTE Am  | 70  | MR Racing                 | 2:04.648 | +21.717 | 35       |

Fuente: FIA WEC.

## Carrera
Resultados por clase
| Pos. general | Pos. clase | Clase     | N.° | Escudería                 | Pilotos                                                 | Automóvil                 | Vueltas | Tiempo/Retirado | Campeonato | Campeonato |
| Pos. general | Pos. clase | Clase     | N.° | Escudería                 | Pilotos                                                 | Automóvil                 | Vueltas | Tiempo/Retirado | Pos.       | Puntos     |
| LMP          | LMP        | LMP       | LMP | LMP                       | LMP                                                     | LMP                       | LMP     | LMP             | LMP        | LMP        |
| ------------ | ---------- | --------- | --- | ------------------------- | ------------------------------------------------------- | ------------------------- | ------- | --------------- | ---------- | ---------- |
| 1            | 1          | LMP1      | 7   | Toyota Gazoo Racing       | Mike Conway Kamui Kobayashi José María López            | Toyota TS050 Hybrid       | 113     | 6:01:46.414     | 1          | 25         |
| 2            | 2          | LMP1      | 8   | Toyota Gazoo Racing       | Sébastien Buemi Kazuki Nakajima Fernando Alonso         | Toyota TS050 Hybrid       | 113     | +1.419          | 2          | 18         |
| 3            | 3          | LMP1      | 11  | SMP Racing                | Mikhail Aleshin Vitaly Petrov Jenson Button             | BR Engineering BR1-AER    | 112     | +1 vuelta       | 3          | 15         |
| 4            | 4          | LMP1      | 1   | Rebellion Racing          | Neel Jani André Lotterer Bruno Senna                    | Rebellion R13-Gibson      | 112     | +1 vuelta       | 4          | 12         |
| 5            | 5          | LMP1      | 3   | Rebellion Racing          | Mathias Beche Thomas Laurent Gustavo Menezes            | Rebellion R13-Gibson      | 110     | +3 vueltas      | 5          | 10         |
| 6            | 6          | LMP1      | 10  | DragonSpeed               | James Allen Ben Hanley Renger van der Zande             | BR Engineering BR1-Gibson | 110     | +3 vueltas      | 6          | 8          |
| 8            | 1          | LMP2      | 38  | Jackie Chan DC Racing     | Ho-Pin Tung Gabriel Aubry Stéphane Richelmi             | Oreca 07-Gibson           | 109     | +4 vueltas      | 7          | 6          |
| 12           | 2          | LMP2      | 31  | DragonSpeed               | Roberto González Pastor Maldonado Anthony Davidson      | Oreca 07-Gibson           | 109     | +4 vueltas      | 8          | 4          |
| 14           | 3          | LMP2      | 36  | Signatech Alpine Matmut   | Nicolas Lapierre André Negrão Pierre Thiriet            | Alpine A470-Gibson        | 109     | +4 vueltas      | 9          | 2          |
| 24           | 4          | LMP2      | 37  | Jackie Chan DC Racing     | Jazeman Jaafar Weiron Tan Nabil Jeffri                  | Oreca 07-Gibson           | 108     | +5 vueltas      | 10         | 1          |
| 31           | 5          | LMP2      | 29  | Racing Team Nederland     | Giedo van der Garde Frits van Eerd Nyck de Vries        | Dallara P217-Gibson       | 99      | +14 vueltas     | 11         | 0.5        |
| 32           | 6          | LMP2      | 50  | Larbre Compétition        | Erwin Creed Romano Ricci Enzo Guibbert                  | Ligier JS P217-Gibson     | 75      | +38 vueltas     | 12         | 0.5        |
| NC           | NC         | LMP2      | 28  | TDS Racing                | François Perrodo Matthieu Vaxiviere Loïc Duval          | Oreca 07-Gibson           | 108     | No clasificado  | NC         | NC         |
| NC           | NC         | LMP1      | 17  | SMP Racing                | Stéphane Sarrazin Egor Orudzhev Matevos Isaakyan        | BR Engineering BR1-AER    | 100     | No clasificado  | NC         | NC         |
| NC           | NC         | LMP1      | 4   | ByKolles Racing Team      | Oliver Webb Tom Dillmann James Rossiter                 | ENSO CLM P1/01-Nismo      | 50      | No clasificado  | NC         | NC         |
| LMP2         |            |           |     |                           |                                                         |                           |         |                 |            |            |
| 8            | 1          | LMP2      | 38  | Jackie Chan DC Racing     | Ho-Pin Tung Gabriel Aubry Stéphane Richelmi             | Oreca 07-Gibson           | 109     | 6:02:57.583     | 1          | 25         |
| 12           | 2          | LMP2      | 31  | DragonSpeed               | Roberto González Pastor Maldonado Anthony Davidson      | Oreca 07-Gibson           | 109     | +13.013         | 2          | 18         |
| 14           | 3          | LMP2      | 36  | Signatech Alpine Matmut   | Nicolas Lapierre André Negrão Pierre Thiriet            | Alpine A470-Gibson        | 109     | 1:06.388        | 3          | 15         |
| 24           | 4          | LMP2      | 37  | Jackie Chan DC Racing     | Jazeman Jaafar Weiron Tan Nabil Jeffri                  | Oreca 07-Gibson           | 108     | +1 vuelta       | 4          | 12         |
| 31           | 5          | LMP2      | 29  | Racing Team Nederland     | Frits van Eerd Giedo van der Garde Nyck de Vries        | Dallara P217-Gibson       | 99      | +10 vueltas     | 5          | 10         |
| 32           | 6          | LMP2      | 50  | Larbre Compétition        | Erwin Creed Romano Ricci Enzo Guibbert                  | Ligier JS P217-Gibson     | 75      | +34 vueltas     | 6          | 8          |
| NC           | NC         | LMP2      | 28  | TDS Racing                | François Perrodo Matthieu Vaxiviere Loïc Duval          | Oreca 07-Gibson           | 108     | No clasificado  | NC         | NC         |
| LMGTE        |            |           |     |                           |                                                         |                           |         |                 |            |            |
| Pos. general | Pos. clase | Clase     | N.° | Escudería                 | Pilotos                                                 | Automóvil                 | Vueltas | Tiempo/Retirado | Campeonato | Campeonato |
| Pos. general | Pos. clase | Clase     | N.° | Escudería                 | Pilotos                                                 | Automóvil                 | Vueltas | Tiempo/Retirado | Pos.       | Puntos     |
| 7            | 1          | LMGTE Pro | 95  | Aston Martin Racing       | Marco Sørensen Nicki Thiim                              | Aston Martin Vantage AMR  | 109     | 6:02:50.597     | 1          | 25         |
| 9            | 2          | LMGTE Pro | 91  | Porsche GT Team           | Richard Lietz Gianmaria Bruni                           | Porsche 911 RSR           | 109     | +9.529          | 2          | 18         |
| 10           | 3          | LMGTE Pro | 92  | Porsche GT Team           | Michael Christensen Kévin Estre                         | Porsche 911 RSR           | 109     | +14.828         | 3          | 15         |
| 11           | 4          | LMGTE Pro | 97  | Aston Martin Racing       | Alex Lynn Maxime Martin                                 | Aston Martin Vantage AMR  | 109     | +18.147         | 4          | 12         |
| 13           | 5          | LMGTE Pro | 51  | AF Corse                  | Alessandro Pier Guidi James Calado                      | Ferrari 488 GTE EVO       | 109     | +1:04.043       | 5          | 10         |
| 15           | 6          | LMGTE Pro | 71  | AF Corse                  | Davide Rigon Sam Bird                                   | Ferrari 488 GTE EVO       | 109     | +1:17.870       | 6          | 8          |
| 16           | 7          | LMGTE Pro | 66  | Ford Chip Ganassi Team UK | Stefan Mücke Olivier Pla                                | Ford GT                   | 109     | +1:18.383       | 7          | 6          |
| 17           | 8          | LMGTE Pro | 64  | Corvette Racing           | Oliver Gavin Tommy Milner                               | Chevrolet Corvette C7.R   | 109     | +1:19.827       | —          | —          |
| 18           | 9          | LMGTE Pro | 81  | BMW Team MTEK             | Martin Tomczyk Nick Catsburg                            | BMW M8 GTE                | 109     | +1:32.601       | 8          | 4          |
| 19           | 10         | LMGTE Pro | 67  | Ford Chip Ganassi Team UK | Andy Priaulx Harry Tincknell                            | Ford GT                   | 109     | +2:07.461       | 9          | 2          |
| 20           | 11         | LMGTE Pro | 82  | BMW Team MTEK             | Tom Blomqvist António Félix da Costa                    | BMW M8 GTE                | 108     | +1 vuelta       | 10         | 1          |
| 21           | 1          | LMGTE Am  | 77  | Dempsey-Proton Racing     | Christian Ried Julien Andlauer Matt Campbell            | Porsche 911 RSR           | 108     | +1 vuelta       | 11         | 0.5        |
| 22           | 2          | LMGTE Am  | 56  | Team Project 1            | Jörg Bergmeister Patrick Lindsey Egidio Perfetti        | Porsche 911 RSR           | 108     | +1 vuelta       | 12         | 0.5        |
| 23           | 3          | LMGTE Am  | 88  | Dempsey-Proton Racing     | Khaled Al Qubaisi Riccardo Pera Matteo Cairoli          | Porsche 911 RSR           | 108     | +1 vuelta       | 13         | 0.5        |
| 25           | 4          | LMGTE Am  | 54  | Spirit of Race            | Thomas Flöhr Francesco Castellacci Giancarlo Fisichella | Ferrari F488 GTE          | 108     | +1 vuelta       | 14         | 0.5        |
| 26           | 5          | LMGTE Am  | 98  | Aston Martin Racing       | Paul Dalla Lana Pedro Lamy Mathias Lauda                | Aston Martin Vantage      | 108     | +1 vuelta       | 15         | 0.5        |
| 27           | 6          | LMGTE Am  | 70  | MR Racing                 | Motoaki Ishikawa Olivier Beretta Eddie Cheever III      | Ferrari F488 GTE          | 107     | +2 vueltas      | 16         | 0.5        |
| 28           | 7          | LMGTE Am  | 61  | Clearwater Racing         | Weng Sun Mok Keita Sawa Matthew Griffin                 | Ferrari F488 GTE          | 107     | +2 vueltas      | 17         | 0.5        |
| 29           | 8          | LMGTE Am  | 90  | TF Sport                  | Salih Yoluç Jonathan Adam Charlie Eastwood              | Aston Martin Vantage      | 105     | +4 vueltas      | 18         | 0.5        |
| 30           | 9          | LMGTE Am  | 86  | Gulf Racing UK            | Michael Wainwright Ben Barker Thomas Preining           | Porsche 911 RSR           | 100     | +9 vueltas      | 19         | 0.5        |
| LMGTE Am     |            |           |     |                           |                                                         |                           |         |                 |            |            |
| 21           | 1          | LMGTE Am  | 77  | Dempsey-Proton Racing     | Christian Ried Julien Andlauer Matt Campbell            | Porsche 911 RSR           | 108     | 6:03:05.962     | 1          | 25         |
| 22           | 2          | LMGTE Am  | 56  | Team Project 1            | Jörg Bergmeister Patrick Lindsey Egidio Perfetti        | Porsche 911 RSR           | 108     | +8.700          | 2          | 18         |
| 23           | 3          | LMGTE Am  | 88  | Dempsey-Proton Racing     | Khaled Al Qubaisi Riccardo Pera Matteo Cairoli          | Porsche 911 RSR           | 108     | +11.715         | 3          | 15         |
| 25           | 4          | LMGTE Am  | 54  | Spirit of Race            | Thomas Flöhr Francesco Castellacci Giancarlo Fisichella | Ferrari F488 GTE          | 108     | +56.428         | 4          | 12         |
| 26           | 5          | LMGTE Am  | 98  | Aston Martin Racing       | Paul Dalla Lana Pedro Lamy Mathias Lauda                | Aston Martin Vantage      | 108     | +1:07.263       | 5          | 10         |
| 27           | 6          | LMGTE Am  | 70  | MR Racing                 | Motoaki Ishikawa Olivier Beretta Eddie Cheever III      | Ferrari F488 GTE          | 107     | +1 vuelta       | 6          | 8          |
| 28           | 7          | LMGTE Am  | 61  | Clearwater Racing         | Weng Sun Mok Keita Sawa Matthew Griffin                 | Ferrari F488 GTE          | 107     | +1 vuelta       | 7          | 6          |
| 29           | 8          | LMGTE Am  | 90  | TF Sport                  | Salih Yoluç Jonathan Adam Charlie Eastwood              | Aston Martin Vantage      | 105     | +3 vueltas      | 8          | 4          |
| 30           | 9          | LMGTE Am  | 86  | Gulf Racing UK            | Michael Wainwright Ben Barker Thomas Preining           | Porsche 911 RSR           | 100     | +8 vueltas      | 9          | 2          |

Fuentes: FIA WEC.